# Sumpter (Oregon)
Sumpter é uma cidade localizada no estado norte-americano de Oregon, no Condado de Baker.

## Demografia
Segundo o censo norte-americano de 2000, a sua população era de 171 habitantes.
Em 2006, foi estimada uma população de 160, um decréscimo de 11 (-6.4%).

## Geografia
De acordo com o United States Census Bureau tem uma área de
5,6 km², dos quais 5,6 km² cobertos por terra e 0,0 km² cobertos por água. Sumpter localiza-se a aproximadamente 1350 m acima do nível do mar.

## Localidades na vizinhança
O diagrama seguinte representa as localidades num raio de 36 km ao redor de Sumpter.